# Salcedoa mirabaliarum
Salcedoa mirabaliarum là một loài thực vật có hoa trong họ Cúc. Loài này được F. Jiménez Rodr. & Katinas mô tả khoa học đầu tiên năm 2004.